# Шариф, Шахбаз
Миан Мухаммад Шахбаз Шариф (урду میاں محمد شہباز شریف‎; род. 23 сентября 1951, Лахор, Доминион Пакистан) — пакистанский государственный и политический деятель. Премьер-министр Пакистана в 2022—2023 годах и с 2024 года. Бывший главный министр провинции Пенджаб. Младший брат политика Наваза Шарифа.

## Биография
Шахбаз Шариф родился 23 сентября 1951 года в Лахоре. После военного переворота в 1999 году и прихода к власти генерала Первеза Мушаррафа, Шахбаз вместе со своим братом Навазом бежали в Лондон. После возвращения из эмиграции Шахбаз возглавил партию Пакистанская мусульманская лига (Н). 30 марта 2009 года стал главным министром провинции Пенджаб, предыдущий главный министр был уволен за то, что похитил свою бывшую жену.
Возглавил правительство страны 11 апреля 2022 года.
Сразу после этого, 27 апреля 2022 года, Шахбаз Шариф заявил, что Пакистан не может позволить себе вражду с США. Комментируя утверждения своего предшественника на посту премьер-министра Имран Хана о том, что его смещение стало результатом заговора США, Шариф заявил о отсутствии фактора иностранного вмешательства.
17 июля 2023 года Шахбаз Шариф сообщил, что правительство Пакистана в августе 2023 года уйдет в отставку, раньше истечения срока полномочий нынешнего состава Национального собрания. 9 августа 2023 года Шариф направил на утверждение президенту Арифу Алви уведомление о роспуске Национального собрания. После консультаций между уходящим в отставку Шарифом и лидером оппозиции Раджой Риазом 12 августа исполняющим обязанности премьер-министра был назначен Анвар-уль-Хак Какар.
3 марта 2024 года был переизбран премьер-министром Пакистана на второй срок, набрав 201 голос против 92 голосов за Омара Аюба Хана, поддерживаемого «Движением за справедливость». Шариф был приведён к присяге 4 марта.